# ОдАЗ-9770
ОдАЗ-9770 — радянський і український двовісний напівпричіп-фургон, що випускається на Одеськом автоскладальному заводі з 1976 по 1997 рік, паралельно з ОдАЗ-9370. Основний тягач — КАМАЗ 5410 того ж типорозміру.

## Особливість
ОдАЗ-9770 являє собою напівпричіп, дуже схожий на ОдАЗ-9370, але з кузовом фургон. Транспортний засіб призначається для перевезення вантажів, які потрібно захистити від вапняного нальоту.
Напівпричіп оснащувався робочою і стоянковою гальмівними системами барабанного типу, причому перша — з пневмоприводом, остання — з механічним приводом. Підвіска транспортного засобу балансирна, з реактивними штангами. До лонжеронів рами додано опорний пристрій — передня опора, що діє при розчепленні.